# Astragalus basilicus
Astragalus basilicus är en ärtväxtart som beskrevs av Dieter Podlech och Maassoumi. Astragalus basilicus ingår i släktet vedlar, och familjen ärtväxter. Inga underarter finns listade i Catalogue of Life.